# Jerarquía eclesiástica
La jerarquía eclesiástica es una gradación de subordinación de personas, que rige las relaciones dentro del clero, en las instituciones eclesiásticas. En distinta medida existe en todas las confesiones cristianas. No es más que una estructura de mando, en virtud de la cual los que ocupan el grado superior están en situación de regular los actos de los inferiores. Está especialmente desarrollada en la jerarquía de la Iglesia católica. El menor desarrollo se da en el protestantismo, dado que establece el sacerdocio universal, aunque hay notables diferencias organizativas en las Iglesias episcopales y presbiterianas.

## Orígenes
Los orígenes de la jerarquía eclesiástica comenzaron de manera no programada. Los obispos de sedes vecinas, situados claramente en un plano superior al resto del clero, hacia el siglo II, empezaron pronto a reunirse. Ocasión propicia para estas reuniones era la consagración de un nuevo obispo, cuando una de estas sedes quedaba vacante. La elección del obispo la hacían con el clero y el pueblo de la ciudad, y procedían luego a consagrar al elegido. 
Esta reunión sinodal implicaba un cambio de impresiones entre los prelados y era, de hecho, un pequeño concilio.
Poco a poco se afirmó la autoridad de ciertas iglesias madres sobre aquellas a las que habían dado lugar, y la de las sedes provinciales sobre las ubicadas en la provincia administrativa secular. 
La administración civil del mundo romano sirvió de base para la eclesiástica. El obispo de la importante sede de Alejandría, por ejemplo, con la libertad de acción adquirida en el año 313, ejerció autoridad sobre la provincia de Egipto, del mismo modo que en el orden civil la ejercía el prefecto. 
La autoridad suprema del obispo de Roma, que defendía ya San Cipriano, había empezado por ser efectiva en Italia desde que, según la creencia, San Pedro fundó esta comunidad cristiana. El traslado de la sede imperial a Constantinopla y poco después del edicto de la concesión de la libertad de cultos, hizo que el obispo de Roma afianzara cada día más su autoridad primera. 
Los obispos de las sedes orientales más importantes, en cambio, tuvieron del emperador mayor apoyo, pero también sujeción; o por lo menos sufrieron de una mayor o menor intervención en el gobierno de las diócesis. La Iglesia Oriental siempre estuvo más sujeta que la occidental al poder imperial, en razón de tener sede en Constantinopla tanto el Patriarca como el Emperador. Esta relación estrecha entre el poder civil y el eclesiástico, se suele llamar en la historia de la Iglesia cesaropapismo. En general consiste en una mayor o menor subordinación del Patriarca al Emperador. En occidente en cambio, por la lejanía de la sede imperial, el obispo de Roma gozó siempre de una mayor libertad, llegando incluso a ser gobernante de sus propios territorios, llamados Estados Pontificios.
En Oriente, había empezado ya la evangelización de las comarcas agrícolas, desde las zonas de influencia urbana. El cristianismo había dejado de ser una religión limitada a los núcleos urbanos del Mediterráneo para extenderse por las zonas campesinas, mucho más "tradicionales" y menos preparadas para recibirlo. Para la evangelización del campo, en Oriente se creó un elemento jerárquico nuevo, intermedio entre el obispo y el clero: jorepiscopado. Los jorepiscopoi eran misioneros consagrados por el obispo urbano con el fin de evangelizar la campiña y aunque, según parece, no tenían auténtico carácter episcopal, se les concedían facultades episcopales para poder realizar su misión con mayor efectividad. Muy pronto surgieron conflictos jurisdiccionales entre los obispos de aldea y los de la ciudad, y aquellos creados como superintendentes al servicio de éstos, intentaron independizarse de la tutela urbana, acabando por ser suprimidos hacia el siglo IX.

## Relaciones de la Iglesia con la autoridad secular
Las relaciones de la Iglesia con la autoridad secular fueron en aumento desde el 313. La influencia del cristianismo se dejaba sentir en todas las capas sociales y pesaba en el Imperio como fuerza coherente. Es más, alcanzó tal fuerza durante la primera mitad del siglo IV, que cuando el emperador Juliano (363) quiso, en su año y medio de gobierno, dar nuevo vigor al paganismo y perseguir a los cristianos, se encontró prácticamente solo en su intento, y fracasó. 
La antigua religión imperial vio socavados sus cimientos con la política de tolerancia, hasta el punto que, en el año 380, fue suplantada por el cristianismo. Los sacrificios paganos fueron prohibidos y en el año 391 todos los templos paganos fueron cerrados al culto. Las fuerzas latentes del paganismo hicieron un esfuerzo supremo para sobrevivir, pero sucumbieron definitivamente en el 392 por obra del emperador Teodosio, primer emperador cristiano. Incluso el culto privado a los dioses lares fue prohibido y castigado. 
San Ambrosio, consejero del emperador, tuvo el tacto suficiente para que los paganos fueran respetados en sus personas y en sus cargos. Pero muchos templos paganos fueron derribados, o convertidos en iglesias cristianas. A las estatuas de los antiguos dioses y diosas, se las destruyó con pasión. Se puede decir que las imágenes de los dioses pagaron por los hombres. El imperio romano desde entonces, se convirtió en un imperio cristiano. Por la misma época, el gobierno imperial se fue dividiendo progresivamente en dos mitades: la occidental de tradición latina y la oriental de raíz griega. El Imperio Romano de Oriente siguió siendo un estado cristiano hasta mediados del siglo XV, cuando sucumbió ante los turcos otomanos. 
El emperador, desde los últimos años del siglo IV, había dejado de ser considerado un ser divino, pero recibía el título de isapóstolos, "igual a los apóstoles", y se le consideraba el protector de la nueva religión estatal. Los obispos pasaron a ocupar cargos estatales y cuando ocurrieron las invasiones de los bárbaros, se erigieron en defensores de sus ciudades. Los días festivos de la Iglesia pasaron a ser fiestas oficiales.

## Relaciones con el Estado católico
Un problema nuevo se había presentado a la Iglesia: el de sus relaciones con el Estado católico. Las crisis internas que experimentaría la Iglesia en el proceso definidor del dogma, facilitarían la intromisión del emperador o, si se quiere, el intervencionismo del poder civil. 
Tal vez la más trascendente de estas crisis, en aquellos siglos, fue el arrianismo, porque adquirió gran difusión y sus consecuencias se dejaron sentir en la Iglesia hasta el siglo VII. 
Cinco escuelas cristianas, las de Alejandría, Antioquía, Roma, Edesa y Jerusalén, se habían consolidado a comienzos del siglo IV, manifestando características que les daban plena personalidad. La de Alejandría, en Egipto, de tendencia alegorizante y mística, se hallaba en el extremo opuesto a la de Antioquía, en Siria, literalista en la interpretación de la Biblia y partidaria de los datos positivos y concretos. 
El maestro de esta última Luciano de Antioquía (312), intentó establecer un texto bíblico más fidedigno, y parece ser que esto le llevó a un monoteísmo riguroso, que influyó en la doctrina de Arrio (336), sacerdote de Alejandría, quien propugnaba la creencia de un Dios único, eterno e incomunicable y negaba la divinidad del Hijo o Verbo encarnado. 
La postura de Arrio, buen predicador y culto, hizo muchos adeptos. De aquí que el patriarca Alejandro de Alejandría, hacia el 310, escribiera una extensa carta al patriarca Alejandro de Constantinopla, poniéndole en guardia sobre tal postura. En esta carta hallamos la mejor definición coetánea del arrianismo. Se expresa así con respecto a los arrianos: «Afirman que hubo un tiempo en que el Hijo de Dios no existía y que ha empezado a existir, siendo así que no existía antes; y que cuando nació, fue engendrado de la misma manera que lo son todos los hombres. Pues Dios, dicen, lo ha creado todo de la nada. De modo que ellos los arrianos comprenden al propio Hijo de Dios en esta creación de todos los seres inteligentes o sin razón. En consecuencia, declaran, el Hijo de Dios poseía una naturaleza sujeta a cambios, capacitada para obrar el bien y el mal (...) Y con esta hipótesis de que el hijo ha sido creado de la nada, destruyen las enseñanzas de las Escrituras que proclaman la inmortalidad del Verbo, la divinidad de la Sabiduría del Verbo, es decir, de Cristo». 
Esta doctrina reunió, en el 343, un sínodo en Alejandría y exilió a su sacerdote Arrio. Sin embargo, el obispo de Nicomedia, Eusebio, discípulo de San Luciano, le acogió. Y así se inició una viva polémica doctrinal con San Atanasio.

## Los «padres de la Iglesia»

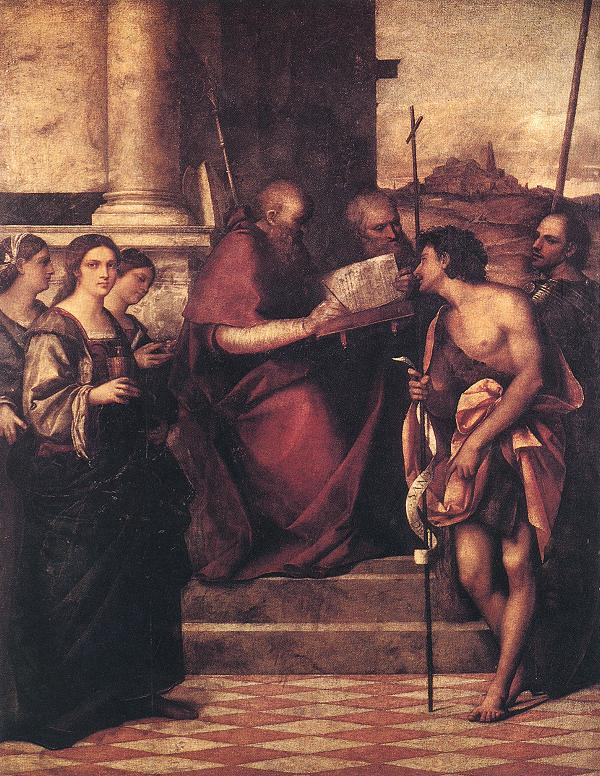
San Juan Crisostomo por Sebastiano del Piombo, 1509.

Entre los padres de la Iglesia de esta época destacan las figuras de san Jerónimo (342-420) y san Juan Crisóstomo (347-407). El primero, gran erudito latino, conocedor del griego, hebreo y arameo, tradujo al latín y revisó el texto del Antiguo Testamento. Su traducción, hecha a petición del Papa Dámaso I (quien declaró explícitamente inalterable el canon católico de la Biblia en el Concilio Romano de 382), pasó a la posteridad conocida por La Vulgata y fue el texto de la Biblia adoptado por la iglesia medieval de Occidente en la liturgia y base de las citas bíblicas de los autores eclesiásticos de la latinidad. 
El patriarca de Constantinopla, Juan Crisóstomo, se distinguió por la elocuencia y fortaleza de sus sermones y escritos, que le valieron el sobrenombre de «Crisóstomo», Boca de Oro, con que fue conocido ya en su tiempo. La severidad y austeridad que le caracterizaban le ocasionaron muchos sinsabores y el destierro en un lugar desértico a orillas del mar Negro, donde murió. 
La exégesis de los textos bíblicos de ambos Testamentos, cuya lectura recomienda encarecidamente, le lleva a escribir: «El estudio profundo de la Sagrada Escritura es un tesoro. Bajo las palabras que contiene, encierra grandes riquezas. Debemos por tanto recorrerla y escrutarla con atención. Obtendremos así gran provecho. La asidua lectura de las divinas Escrituras nos hace obrar pensando siempre en las divinas promesas. Nos mueve a que nos entreguemos, con renovadas ansias a la ardua labor de la virtud».